# Freizeitpark Ittertal

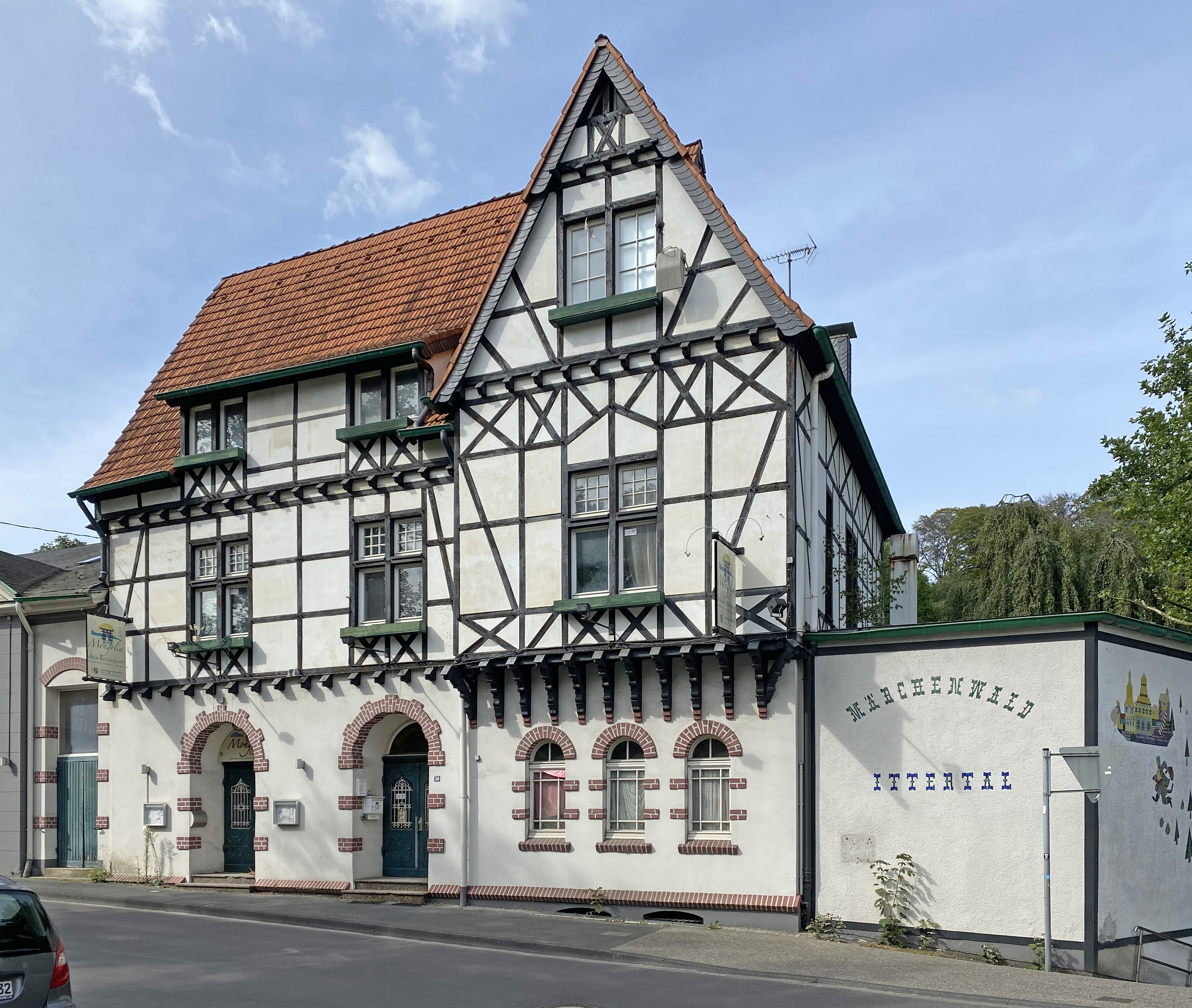
Hauptgebäude des Freizeitparks Ittertal

Der Freizeitpark Ittertal war bis 2018 ein historischer Freizeitpark im Stadtteil Wald der bergischen Großstadt Solingen. Zur Anlage gehörten unter anderem eine Gaststätte, ein historisches Wasserkarussell aus dem Jahre 1907, ein Weiher, ein Tiergehege, Spielgeräte und ein Märchenwald. Die jährliche Besucherzahl lag bei etwa 50.000 Gästen. Teile des Freizeitparks wurden bei einem Brand im Juli 2025 zerstört.

## Lage
Der Freizeitpark Ittertal befindet sich im Tal der Itter am Rande der Ortslage Obenitter und liegt dort an der Ittertalstraße 50. Der Park erstreckt sich zu beiden Seiten der Itter, die über das Gelände fließt. Die Anlage liegt in einem Waldgebiet südlich von Sonnenschein und Igelsforst sowie östlich von Mittelitter, wo sich eine große Freizeitanlage unter anderem mit Freibad und Freiluft-Eisbahn befinden. Ein großer, zum Park gehörender Parkplatz befindet sich gegenüber dem Hauptgebäude.

## Geschichte

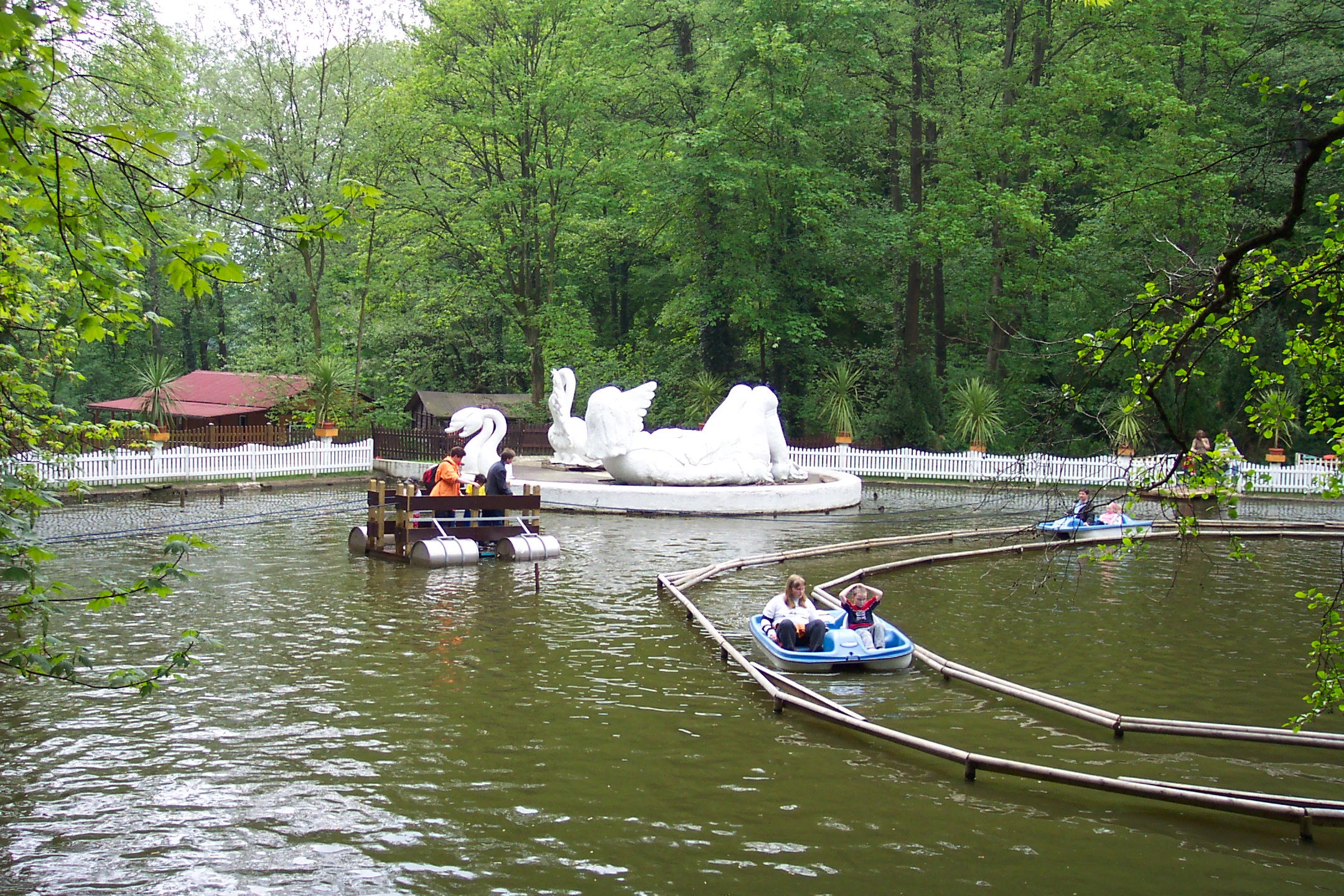
Teich mit Attraktionen

Die Wurzeln des Freizeitparks lagen in dem Ende des 19. Jahrhunderts an gleicher Stelle in Obenitter angelegten, sogenannten Ittertaler Volksgarten. Dieser wurde im Jahre 1898 von dem Gastronomen Friedrich Weck eröffnet. Das Gelände war bereits seit Ende des 17. Jahrhunderts im Eigentum der Familie Weck, die den Bauernhof zu Obenitter sowie den angrenzenden Neuenkotten erwarb und zunächst fast zwei Jahrhunderte für die Fertigung von Messern nutzte.
Der Ittertaler Volksgarten wurde 1898 als Gaststätte mit Parkanlage und Teich zum Bootfahren eröffnet. Das heute noch vorhandene Haupthaus, erbaut 1897/1898, diente als Restaurationsgebäude. Der Saalanbau stammt aus dem Jahre 1899. In den Folgejahren entstanden am Nebengebäude noch Verandavorbauten, die das Gebäude zum Park hin öffneten. Wahrscheinlich im Jahre 1907 wurde am Ufer des Teiches das heute noch vorhandene Wasserkarussell eingeweiht. Bis zum Jahr 1920 etablierte sich der Volksgarten im Ittertal als beliebtes Ausflugsziel zwischen Gräfrath, Wald und Haan. Die Restauration erfreute sich eben solcher Beliebtheit und wurde zu jener Zeit teils von Gesellschaften von bis zu 1.000 Gästen besucht. In der Folge des Besucheransturms wurde auch das Hauptgebäude nach und nach erweitert. Um 1930 wurde in Hanglage nördlich des Teichs ein Märchenwald eröffnet.
In der Nachkriegszeit fanden im Park immer wieder Baumaßnahmen statt, in denen die Anlage dem Zeitgeschmack entsprechend erweitert oder umgebaut wurde. Zahlreiche kleinere Attraktionen kamen über die Jahrzehnte hinzu. 
Ab dem Jahre 1997 fanden mehrere Besitzerwechsel statt, da die Familie Weck die Anlage veräußerte. Im Jahre 2002 gelangte sie in das Eigentum von Bruno Schmelter. Nach einigen Renovierungsarbeiten wurde der Park im Oktober 2002 als Familien-Paradies Ittertal wiedereröffnet.
Im Oktober 2016 erklärte der Eigentümer, den Park aus Altersgründen veräußern zu wollen. Im April 2019 wurde bekannt gegeben, dass der Park nicht mehr öffnen wird. Das Areal stehe vor dem Verkauf und sollte zunächst keinen Freizeitpark mehr beherbergen.
Nach Bekanntwerden der Schließung bzw. Nicht-Eröffnung entstand eine Initiative zum Erhalt des Parks. Der daraus entstandene Verein „Die Itterthaler – Erhalt des historischen Freizeitparks Ittertal“ bemüht sich seitdem in enger Zusammenarbeit mit dem neuen Eigentümer um eine Lösung für den Park, bei der auch eine Übernahme durch die Initiative bzw. den Verein im Raum stand. Ende 2020 wurde bekannt gegeben, dass der Eigentümer aufgrund des Engagements des Vereins nun bereit sei, den Park in seiner ursprünglichen Form zu erhalten.
Bei einem Brand im Juli 2025 wurde die Bayernhalle vollständig zerstört, auch das Wasserkarussell und Teile des Märchenwalds waren betroffen.

## Attraktionen

### Wasserkarussell

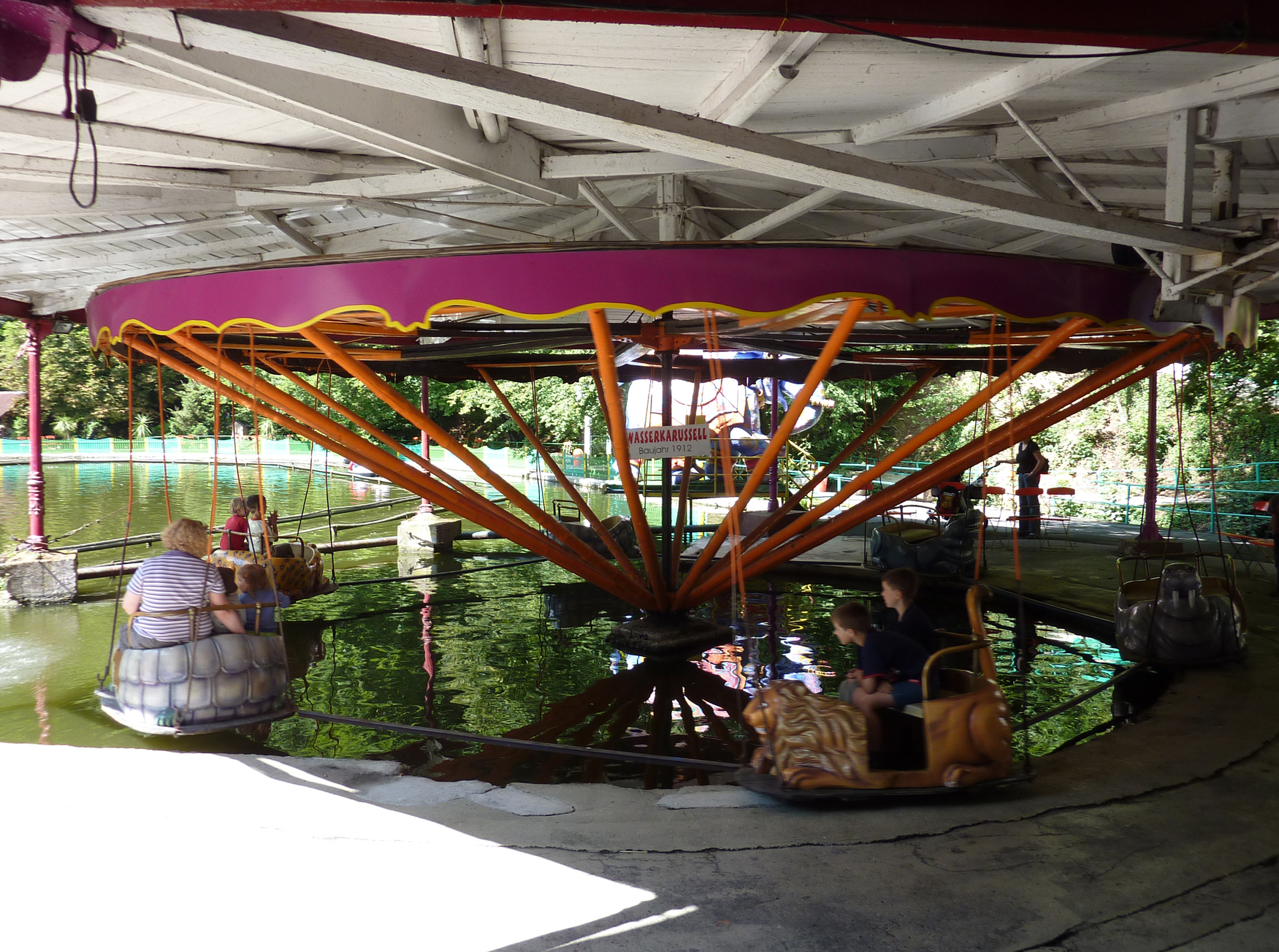
Wasserkarussell

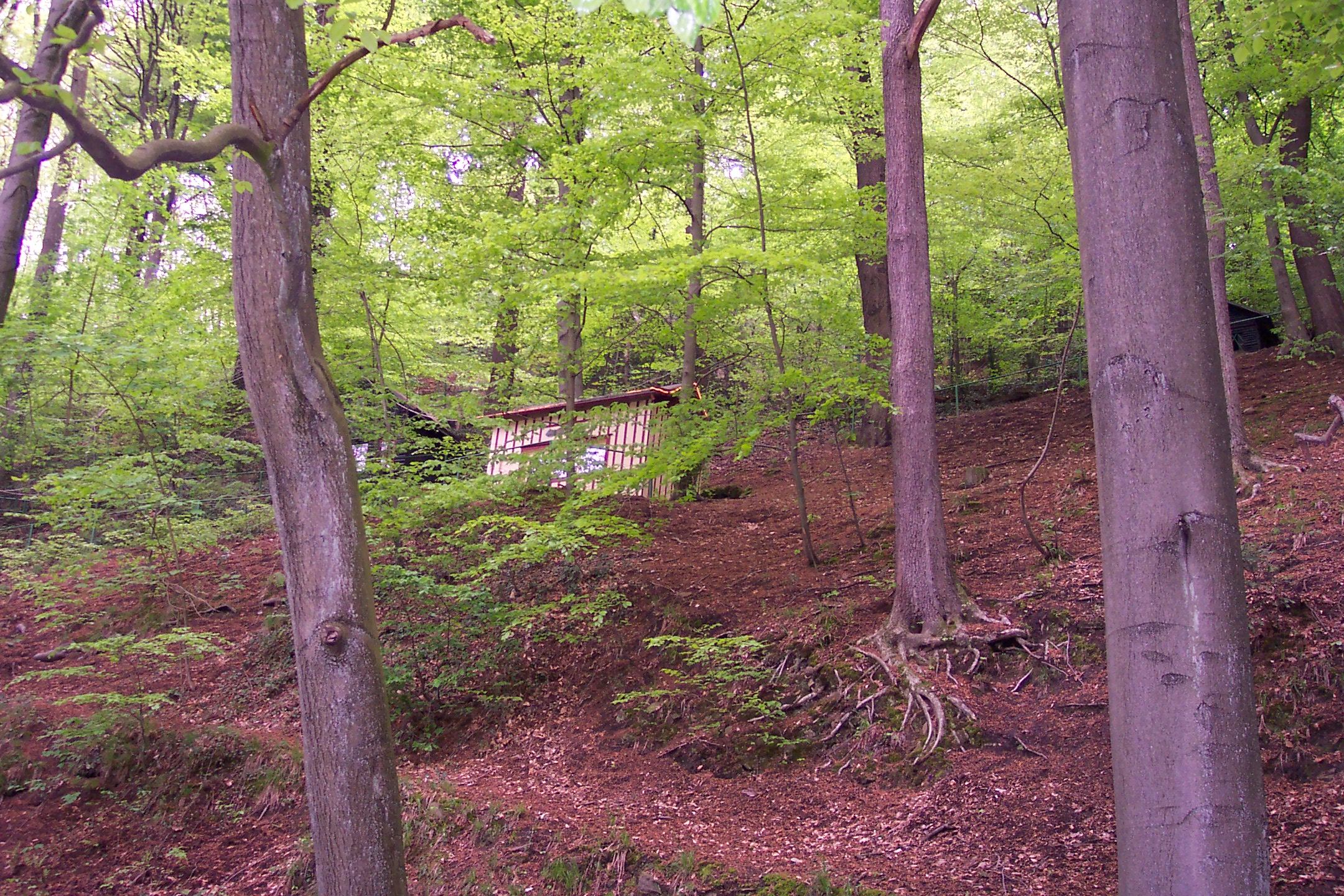
Blick auf den Märchenwald

Das Baujahr des Wasserkarussells am ehemaligen Gondelteich wurde lange Zeit auf das Jahr 1912 geschätzt. Es stellte sich jedoch heraus, dass es noch einige Jahre älter und damit womöglich das älteste noch in Betrieb befindliche Wasserkarussell Deutschlands ist. Der Inhaber des Ittertaler Volksgartens stellte am 3. November 1906 einen Bauantrag zur Errichtung des Karussells, das er von einer Witwe Hogart aus Schwelm erworben hatte. An einem dortigen Gondelteich war es bereits sechs Jahre in Betrieb gewesen, bevor es veräußert, auseinandergenommen und später im Ittertal erneut aufgestellt wurde. Die baupolizeiliche Abnahme erfolgte am 30. Oktober 1907.
Bei dem Wasserkarussell handelt es sich um eine Konstruktion aus Stahl und Holz. Im Mittelpunkt steht die stählerne Antriebswelle des Karussells. Die Streben sind V-förmig angeordnet und stützen den stählernen Drehkranz von einem Mittelfundament aus. Am Drehkranz hängen insgesamt acht Holzgondeln, die verschiedene Tiere wie einen Löwen, ein Walross oder eine Schildkröte darstellen. Die heutige Antriebskonstruktion wie auch die Tiergondeln wurden wohl um das Jahr 1930 erbaut. Das Wasserkarussell war vor dem Umbau mit Booten, welche im Wasserbecken fuhren, ausgestattet.
Das Wasserkarussell wurde in folge eines Brandes am 6. Juli 2025 zerstört.

### Märchenwald
Das genaue Baujahr des Märchenwalds am Nordhang des Teiches ist nicht bekannt, die Attraktion wurde jedoch vermutlich um 1930 eingeweiht. Der Märchenwald ist über eine Brücke über die Itter zugänglich und besteht aus insgesamt zwölf Holzhütten, die mit Rücksicht auf die Topografie in einigem Abstand zueinander angeordnet sind. Ein schmaler Rundweg führt durch alten Baumbestand an den Hütten vorbei. Die Hütten zeigen jeweils einzelne Szenen aus bekannten Märchen, die mit einigen Requisiten und Puppen dargestellt sind. Vom Brand im Juli 2025 waren auch Teile des Märchenwalds betroffen.

## Denkmalschutz
Mitte der 1980er Jahre wurden Teile der historischen Anlage unter Denkmalschutz gestellt. Der Freizeitpark steht seit dem 21. Januar 1985 mit Gaststätte, Wasserkarussell und Märchenwald als Nummer 514 in der Denkmalliste der Stadt Solingen. Der Denkmalschutz beschränkt sich konkret auf die Gebäudesubstanz des Haupthauses, sowie das historische Treppenhaus. Alle anderen Räume wurden zu häufig umgebaut, so dass keine schützenswerte Substanz mehr besteht. Ähnlich verhält es sich im Märchenwald, hier beschränkt sich der Denkmalschutz auf die äußere Gestalt der Hütten, wohingegen die dargestellten Szenen neueren Datums und daher nicht geschützt sind.